# Frankhawthorneite
La frankhawthorneite è un minerale.